# Università di Nagoya
L'Università di Nagoya (名古屋大学) è la principale università della città giapponese di Nagoya. Fondata nel 1939, l'Università di Nagoya è la settima più antica della nazione e la più recente delle Università Imperiali del Giappone.